# Voortrekkers (scouting)
De term voortrekkers was een naam voor een speltak binnen scoutingverenigingen (padvinderij/verkennerij), voor jonge mannen vanaf 17 jaar. De term is een vertaling van het Engelse 'Rovers', gebaseerd op het boek 'Rovering To Success' dat Robert Baden-Powell in 1919 publiceerde.
In Nederland vertaalden de eerste stammen rover als "zwerver" (zoals in de Delftsche Zwervers). Na de fusie tot Scouting Nederland zijn de voortrekkers samengevoegd met de variant van die speltak voor jonge vrouwen, pionier(ster)s, tot de pivo's, later Jongerentak en vanaf 2010 Roverscouts genoemd.
In België is de Nederlandstalige benaming van de oudste takken van de Europascouts - België Voortrekkers, voor mannen vanaf 17 jaar en Voortreksters, voor vrouwen vanaf 16-17 jaar. 

## De Voortrekkers in Zuid-Afrika
De Voortrekkers is ook een jeugd-organisatie voor blanke protestants-christelijke jongens en meisjes in Zuid-Afrika, opgericht in 1931 als alternatief voor de scouting. De naam verwijst naar de Voortrekkers en de Grote Trek van de Boeren, die eind 19de eeuw de door de Britten geannexeerde Kaapkolonie ontvluchtten. De beweging was tijdens de Apartheid nauw verbonden met de Afrikaner Broederbond.